# Itame punctilineata
Itame punctilineata là một loài bướm đêm trong họ Geometridae.